# Proyecto de declaración concerniente a las leyes y costumbres de la guerra en Bruselas 1874
El Proyecto de declaración concerniente a las leyes y costumbres de la guerra en Bruselas 1874 fue un acuerdo alcanzado en la conferencia realizada el 24 de agosto de 1874 en Bruselas, Bélgica por iniciativa del Zar Alejandro II de Rusia con participación de 15 países europeos. La conferencia aprobó la propuesta del Zar con revisiones menores.
Dado que ningún país consideró la declaración como vinculante, la declaración no fue ratificada.
Contiene 56 artículos que pueden ser agrupados en
- Autoridad militar en territorio hostil (1-8)
- Combatientes beligerantes y no-combatientes (9-11)
- Medios de herir al enemigo (12-14)
- Asedio y bombardeo (15-18)
- Espías (19-22)
- Prisioneros de guerra (23-34)
- Heridos y enfermos (35)
- Fuerza militar con respecto a personas privadas (36-39)
- Impuestos y requisiciones (40-42)
- Sobre parlamentarios (43-45)
- Capitulaciones (46)
- Armisticio (47-52)
- Internación y cuidado de heridos por neutrales (53-56)

El proyecto de declaración de Bruselas no logró resolver la situación de los civiles armados en una guerra: ¿el invasor estaba obligado a reconocerlos como combatientes o podía someterlos a una ejecución sumaria como francotiradores?. Sin entrar en detalle, podemos decir que una de las razones del fracaso de la declaración de Bruselas fueron los intereses contradictorios entre las potencias que poseían grandes ejércitos permanentes y los países pequeños que dependían para su defensa de la movilización de su población civil.: 171 
Sin embargo, sirvió de base para fijar en acuerdos posteriores las costumbres y leyes de la guerra.